# Elman Service
Elman Rogers Service (né le 18 mai 1915 à Tecumseh dans le Michigan et mort le 14 novembre 1996 à Santa Barbara, en Californie) est un anthropologue culturel américain.

## Biographie
Elman Service naît en 1915 à Tecumseh, dans le Michigan. Il obtient sa licence de l'Université du Michigan en 1941. Durant ses études, il rejoint la Brigade Abraham Lincoln et prend part à la Guerre d'Espagne de 1936 à 1939, combattant dans le camp des Républicains espagnols contre les fascistes du dictateur Franco. De 1941 à 1945 il prend aussi part à la Seconde Guerre mondiale combattant au sein de l'armée américaine. Il reprend ensuite ses études, obtenant un doctorat de l'Université Columbia en 1951, où il enseigne de 1949 à 1953. Service retourne ensuite à l'Université du Michigan où il est professeur de 1953 à 1969, puis à l'Université de Californie à Santa Barbara de 1969 jusqu'à sa retraite en 1985.